# Marlene Mungunda
Marlene Mungunda (Mariental, região de Hardap, 11 de setembro de 1954) é uma política namibiana. Membro da Organização do Povo do Sudoeste da África, Mungunda foi Ministra da Igualdade de Género e Bem-Estar Infantil de março de 2005 a dezembro de 2012.